# Полевая этнография
Полевая этнография (нем. Feldforschung, англ. Field work) — термин, обозначающий полевые этнографические работы, «исследования, ведущиеся среди живых народов с целью сбора первоначальных этнографических данных об отдельных структурных компонентах традиционно-бытовой культуры и их функционировании как определенной системы». Полевые этнографические исследования ведутся с помощью ряда методов.

## Непосредственное наблюдение
Важной задачей исследователя-этнографа является непосредственное наблюдение изучение народа — «взгляд изнутри». В конце 1980-х годов проявились два взгляда на вопрос:

### Стационарные исследования
Изучение населения этнографом, который продолжительное время живёт среди предмета исследования. Как пишет  Г. Г. Громов: 
Главный недостаток стационарного изучения — в его сравнительно «малой производительности», так как в этом случае исследуется лишь очень ограниченный район и, следовательно, малочисленная группа населения. Поэтому стационарно изучают обычно или совсем не исследованные, или мало исследованные этнические группы и народы, когда важно собрать самые разнообразные сведения о культуре и быте изучаемого народа, о его языке, физическом типе и т. д…
Однако стационарное изучение имеет ряд неоспоримых преимуществ. Живя постоянно среди изучаемого населения, ежедневно наблюдая его жизнь, исследователь получает возможность очень глубоко и всесторонне изучить и описать быт и культуру народа, избегнув случайных выводов, основанных на поверхностных наблюдениях.
Наиболее известными учёными, которые использовали стационарный метод являются — В. Г. Богораз, выдающийся этнограф Н. Н. Миклухо-Маклай, К. Гирц и другие.
Отдельно следует выделить Бронислава Малиновского. Учёный на основании своих заметок составил огромный фонд рекомендаций и пожеланий будущим этнографам: «…Я не буду пытаться угостить вас какими-либо из моих теорий, а вместо этого изложу некоторые результаты антропологической полевой работы, выполненной мною на северо-западе Меланезии».

### Экспедиционные исследования
Кратковременное изучение народов, с целью за сравнительно короткий срок собрать достаточно полные сведения о жилище, одежде, утвари, пище и о многих явлениях и сторонах материальной и духовной культуры и быта. Исследования делятся на две части: маршрутный (линейный) и кустовой.
- Маршрутный. Экспедиции ведутся по линии, то есть, с остановками в каждом населённом пункте для сбора материала.
- Кустовой. Методика «базы», когда выбираются основные пункты изучения, а близлежащие поселения, обследуются для проверки и уточнения сведений.

При экспедиционном исследовании используются разные приёмы, которые должны обеспечить репрезентативность этнографических материалов:
| Приёмы полевых этнографических исследований | Приёмы полевых этнографических исследований |
| Выборочное обследование | Сплошное обследование |
| --- | --- |
| Изучение той или иной материальной и духовной культуры этноса выборочно, выделяя отдельные сферы исследования, объекты других сфер остаются вне поля зрения этнографа. Главными недостатками этого обследования является опасность субъективного выбора объекта изучения, что снижает ценность исследования. Например, выделяя целью изучения архаику культуры — традиционных верований, одежды, жилища народа данного края, необходимо помнить, что промышленный прогресс оказывает на эти сферы значительное влияние. | Изучение населения, материальной и духовной культуры путём исследования «безразборно». Обычно выбирается какое-то количество объектов. Главным отличием от выборочного обследования — предмет исследования не выбирается по принципу наличия того или иного предмета исследования, а «подряд». Например, изучаются все постройки данного поселения, а позже проводится их анализ и структуризация. |

## Метод опроса и анкетирования
Методики получения массового материала, для дальнейшего их анализа, суммирования и выводов на основе их.

## Интервью
Методика интервьюирования различается на две группы: сбор этнографического материала среди старожилов — они наиболее полно знают историю и фольклор на момент изучения (т. н. глубинное интервью), и вторичных — зачастую людей младшего поколения. При обнаружении тех или иных памятников исторического наследия (иконы, утварь и др.), историк-этнограф должен их зафиксировать и обрисовать, передать описания в органы надзора за памятниками искусства и исторического наследия России.